# Марріт Бонстра
Марріт Бонстра (нід. Marrit Boonstra; нар. 25 вересня 1988) — колишня нідерландська тенісистка.
Найвищу одиночну позицію світового рейтингу — 556 місце досягла 26 червня 2006, парну — 468 місце — 19 червня 2006 року.
Здобула 1 одиночний та 5 парних титулів туру ITF.

## Фінали ITF

### Одиночний розряд (1–2)
| Результат | Ранг | Дата           | Місце                    | Покриття | Суперниця                | Рахунок  |
| --------- | ---- | -------------- | ------------------------ | -------- | ------------------------ | -------- |
| Поразка   | 1.   | 26 червня 2005 | Алкмар, Нідерланди       | Ґрунт    | Ia Jikia                 | 4–6, 1–6 |
| Поразка   | 2.   | 3 липня 2005   | Гергюговард, Нідерланди  | Ґрунт    | Kelly de Beer            | 2–6, 1–6 |
| Перемога  | 1.   | 7 травня 2006  | Борнмут, Велика Британія | Ґрунт    | Биляна Павлова-Димитрова | 6–3, 6–0 |

### Парний розряд (5–4)
| Результат | Ранг | Дата              | Місце                    | Покриття | Партнерка     | Суперниці                               | Рахунок          |
| --------- | ---- | ----------------- | ------------------------ | -------- | ------------- | --------------------------------------- | ---------------- |
| Поразка   | 1.   | 3 липня 2005      | Гергюговард, Нідерланди  | Ґрунт    | Нікол Тіссен  | Христина Антонійчук Ана Веселинович     | 6–1, 2–6, 5–7    |
| Поразка   | 2.   | 27 вересня 2005   | Беневенто, Італія        | Тверде   | Нікол Тіссен  | Dorota Hibental Alexandra Karavaeva     | w/o              |
| Перемога  | 1.   | 26 листопада 2005 | Ашкелон, Ізраїль         | Тверде   | Нікол Тіссен  | Верена Амесбауер Mariella Greschik      | 6–3, 6–2         |
| Перемога  | 2.   | 3 грудня 2005     | Рамат-га-Шарон, Ізраїль  | Тверде   | Нікол Тіссен  | Габріела Веласко Андреу Пемра Озген     | 6–2, 6–3         |
| Перемога  | 3.   | 10 грудня 2005    | Раанана, Ізраїль         | Тверде   | Нікол Тіссен  | Олександра Куликова Natalia Orlova      | 7–5, 6–3         |
| Перемога  | 4.   | 7 травня 2006     | Борнмут, Велика Британія | Ґрунт    | Бібіана Схофс | Maya Gaverova Анастасія Полторацька     | 6–4, 1–6, 6–4    |
| Поразка   | 3.   | 3 грудня 2006     | Тель-Авів, Ізраїль       | Тверде   | Рене Рейнгард | Ева-Марія Гох Ана Веселинович           | 4–6, 6–7         |
| Перемога  | 5.   | 18 лютого 2007    | Албуфейра, Португалія    | Тверде   | Нікол Тіссен  | Джессіка Ленгофф Робін Стівенсон        | 6–3, 3–6, 6–2    |
| Поразка   | 4.   | 17 червня 2012    | Meppel, Нідерланди       | Ґрунт    | Вівіан Гайзен | Їсалін Бонавентюре Ніколетте ван Ейтерт | 1–6, 6–4, [7–10] |